# 诸众
诸众（英語：Multitude），大多数时候译为群众、群体，这一政治术语最先由尼可罗·马基亚维利提出，后被斯宾诺莎重述。最近该词被重新提起，用于称呼一种新的反对全球化资本体制的模式，该概念最先由政治理论家迈克尔·哈特和安东尼奥·奈格里在他们的全球畅销书《帝国》中作出描述，并在其随后的著作中《诸众：帝国时代的战争与民主》（又译：多众：帝国时代的战争与民主）中进行了概念扩充。其他最近使用过该术语的政治思想家们涉及自主论马克思主义及其后继思想，包括西勒维尔·洛特兰热，保罗·维尔诺，以及同名法语评论期刊《Multitudes》相关的思想家们。